# ドロ刑
『ドロ刑』（どろけい）は、福田秀による漫画。『週刊ヤングジャンプ』（集英社）にて2018年5・6合併号から2019年30号まで連載された。話数カウントはEpisode;○○。
2018年に『ドロ刑 -警視庁捜査三課-』のタイトルで日本テレビ系でテレビドラマ化された。

## 登場人物

### 主要人物
斑目勉
警視庁捜査三課第2盗犯捜査 第四係に配属された巡査長。25歳。身長は192cm。
配属当初にあった情熱は日々の泥棒相手にすっかり失せ、所属課の性質から「給料泥棒刑事（ドロケイ）」となじられる始末。そんな日々のなか、偶然にも知り合ったハルトからよく泥棒の思考や手口についてのアドバイスを受け、異質な相棒関係を築くものの、いつかは捕まえようと思っている。またハルトを伝説の泥棒・煙鴉とにらんでいる。
性格は非常に真面目で真っ直ぐなお人好し。恵まれた体格と驚くべき身体能力から繰り出されるタックルは金属の扉を捻じ曲げるほどの威力を持つ。聖咲と紫穂という2人の姉がいる。
ハルト
都内の高級住宅のみを狙い、その家にある最も高価な宝石だけを盗んでいく伝説の泥棒・煙鴉と目される男。
本人曰くもうすぐ50歳。痩せた、洒落た装いの中年男性。飄々とした掴みどころのない性格で、斑目に興味を持っており、彼が捜査に行き詰まっていたりすると姿を見せ助言をする。
戸籍も身寄りも無かったが、子供とは思えない冷静さや記憶力、発想力等泥棒に必要な能力を兼ね備えていたため、幼少時は市川という男に「白」という名で飼われていた。ある時、市川からの逃走を考え日野飛鳥の助力もあって成功、その際に彼女の亡息の名を貰いハルトと名乗る。
煙鴉
伝説の泥棒。正体不明の怪盗紳士。手口・侵入経路ともに不明だが、タバコの匂いを手がかりとして残していくためにその異名がついた。

### 捜査三課
鈴木大悟
斑目の上司である細目の男性。啄木の正を追っていた際のBarでの聞き込みで打撲、大腸ポリープが見つかり全治一ヶ月の入院を余儀なくされる。その後長期休暇を取っていた。
美希
捜査三課で雑務をこなす女性。長谷川平蔵を好む。
茂呂

小島
斑目と共に自動車窃盗の主犯・早河を張っていた。
前田

寺矢日出
第2盗犯捜査 第四係の巡査部長。45歳。
守沢時二
第四係係長。警部。54歳。
加藤
眼鏡を掛けた女性。

### 捜査一課
安藤琉
第5強行犯捜査 殺人犯捜査 第8係所属。25歳。巡査長。事あるごとに斑目を煽る。斑目とは警察学校時代から反りが合わない。

### 捜査二課
辺里
眼鏡を掛けた男性。インサイダー取引容疑で井伊谷を追っていた。
江津
辺里の後輩の眼鏡を掛けた女性。通称二課のスーパーコンピューター。

### SIT
古栖
SITの隊長。斑目の同行を許可した。

### ゲスト犯人
瀬戸正次郎
窃盗の前科8犯の常習犯。71歳。通称啄木の正（きつつきのまさ）。服役中での5回の骨折で少しずつ伸ばした右手の中指と小石のみでの侵入を美学としているため、道具を使用しての侵入は無粋と考えている。余罪は405件。
谷信良
不法侵入犯。キャバ嬢の佐藤の迎車をしている際、佐藤から情報を聞き出し佐藤宅に侵入していた。
早河
サングラスをしたスキンヘッドの男。15件の自動車窃盗犯。
山口平助
前科5犯の学校荒らし。特徴の無い顔をしているため無面の平助と呼ばれる。
原侑香里
そばかすのある優し気な主婦。半年で83件の窃盗疑いがある。金銭のためではなくイイネを付けてくれるフォロワーの役に立っているという理由で盗んだ春苺をフリマアプリ「バイバイ」で売っていた。
井伊谷実
23歳のベンチャー企業社長。空き巣に入られ500万を盗まれたがその後被害届を取り下げた。天上裏に潜み偶然にも話を聞いていた佐田の自供によりインサイダー取引容疑で逮捕される。
佐田信司
入り待ち窃盗犯。通称借り暮らしの佐田。43歳。井伊谷の家に2週間潜入し金庫内の500万を盗んだ。聴取を受ける井伊谷の言葉に怒り捜査に協力した。その後、懲役5年の判決を受けた。
山口大輝
拉致した高西から店のキャストである加藤沙耶を脅すための動画のデータが入ってる携帯の在り処を聞き出そうとした。
ピーチ6（あかね、佐々木まこ、めぐみ、ユウ、えりな、ハナ）
女子高生6人組の窃盗グループ。ショッピングモールで連携して万引きをする。
岡野祥平
焼き破りの窃盗犯。通称鬼火の祥平。想定外の事象が起きるとパニックになる。執行猶予中での複数の侵入窃盗で懲役3年に処された。
緑川忠常
「傀儡師連続窃盗事件」の犯人である傀儡師。懲役13年に処された。
偽傀儡師
4年前の轢き逃げで傀儡師に脅され身代わりとされていた。危険運転致死傷罪で懲役4年に処された。
大山泰平
侵入窃盗犯。前科2犯。
水樹夏梨
千手のセツの弟子。不遇な家庭環境で援助交際をせざる得ない所をセツに助けられた。スリの現行犯で捕まったが執行猶予が付いた。斑目に一番弟子である一京の拘束を依頼する。
白木雄一郎
靴窃盗犯。不動産会社社長の息子。クラブ「バタフライ」の美脚パーティーにて御用となった。家にオープントゥのピンヒールを200足所持していた。
飛猿

塚田良平
杉内と同房だった男。杉内をおだて盗みの手口を聞き出し空き巣を繰り返していたが斑目らに確保された。
大野木克也
30歳。元は警備会社オートセキュリティの社員であったが会社を退職し煙鴉の手口を使って窃盗をしていた。開発した防犯装置の悉くを煙鴉に突破されプライドを傷つけられたため煙鴉に敵愾心を抱き、煙鴉は単なるコソ泥であり自分の方が格上ということを煙鴉に知らしめるため煙鴉と同様の手口で窃盗を繰り返していた。
和泉義孝市議宅から女神の手を盗み出した。転売しようと代理人に依頼したがその男が警察に拘束され盗品が押収される。その後、持ち主の市川への売却を知り、女神の手を再度盗もうと白梅に侵入した所を取り押さえられた。取り調べの際、煙鴉が事前に和泉邸に侵入し女神の手に埋め込まれたアイリスドロップをガラスにすり替えていたことを知ると、プライドが粉々になり余罪8件の自供をする。
一京
通称かまいたちの一京。千手のセツの一番弟子だったが「スリより簡単に儲かる方法を教える」と言い弟子を奪い、彼らが盗んだ金の一部をマージンとして吸い上げている。実際は、弟子を囮にスリをするセツのやり方に異議を唱え他の弟子を引き連れ新たなグループを立ち上げた。その際水樹には傷付けるよりは恨まれた方が良いと考え真実を教えなかった。
中野節子
前科12犯。1985年当時に59歳。通称千手のセツ。当初は千手の名を継承させるため、水樹を始め身寄りや社会に居場所の無い多くの者を弟子としていた。しかし、千手の器に適う者がおらず、軽度のパーキンソン病を患ってからは手が震えるようになり、弟子を囮にしたスリを繰り返していた。かつて自分を捕まえた刑事から警察手帳をスるための布石として、一京のグループがスリを行う会場に姿を見せ刑事達から警察手帳や財布を盗んだ。発見された自身の盗品を押収・運搬するため両手の塞がった対象に近づき警察手帳を抜き取る寸前までいくが、斑目とハルに防がれ現行犯で捕まった。連行される前、斑目に女泥棒の息子である春人という人物が千手の後継足り得た者であった事を伝える。
シュウ、直美、淳
一京のスリ師グループの古参。元はセツの弟子。シュウが斑目に確保された際、水樹に一京の弟子強奪の経緯を教えた。

### その他の人物
Barのマスター
体格の良いオネエでハルにはママと呼ばれる。違法な古物営業をしていた。
佐藤
マンション4Fに住むキャバ嬢。「CLUB バタフライ」で働いている。
篠木
イチゴ農家。斑目を泥棒と勘違いした。亡妻の好きだった酸っぱい苺を今も作っている。
菅
甘い品種である春苺を作っている農家。犯人検挙後、篠木の苺とコラボして人気を博している。
高西良平
窃盗の前科はないヒモの男。女性に怪我を負わせ捕まった過去がある。元カノである沙耶の動画を取り脅迫したため千家組に拉致され拷問を受けた。救出後はしばらく入院した後逮捕される。
千家愛華
指定暴力団・千家組組長の姪。叔母の姓である山代を名乗っている。銀座の高級クラブ7店舗のオーナー。
四辻
元千家組の体格の良い男。
加藤沙耶
クラブのキャスト。元彼である高西に動画を取られそれをネタに金を脅し取られており金が無いと拒否すると殴られていた。そのことを山口に相談したが事件については知らなかった。事件後は留置されている山口のために尽力している。
羽取
羽取グループの代表。風俗店14店舗を運営する。
小野寺
傀儡師のでっち上げた轢き逃げでハメられ駒として使われていた。ベトナム人窃盗団の居場所・人数を警察に提供した。
杉内晃
鈴木の情報屋。通称割らずの杉内だったが今は更生している。斑目や鈴木に犯人と勘違いされた。出所後は真面目に働いている。
畑
転売師。40年前に女神の手（アイリスドロップ）の転売を仲介した。
市川幸之助
古美術「白梅」の店主。転売師の転売師と呼ばれ非常に高価な品を扱う。大野木の確保に協力した。
日野飛鳥
1985年に中野節子が懲役2年の刑に服していた際、同房だった女性。窃盗の罪で6ヶ月服役した。1985年当時32歳。春人という名の子供がいたが喪っている。
和泉義孝
元外務省官僚・和泉忠常の孫で現市議。

## 書誌情報
- 福田秀 『ドロ刑』 集英社〈ヤングジャンプ・コミックス〉、全7巻
  1. 2018年5月18日発売[2]、ISBN 978-4-08-891026-0
  2. 2018年9月19日発売[3]、ISBN 978-4-08-891068-0
  3. 2018年10月19日発売[4]、ISBN 978-4-08-891113-7
  4. 2019年1月18日発売[5]、ISBN 978-4-08-891186-1
  5. 2019年4月19日発売[6]、ISBN 978-4-08-891187-8
  6. 2019年7月19日発売[7]、ISBN 978-4-08-891318-6
  7. 2019年7月19日発売[8]、ISBN 978-4-08-891347-6

## テレビドラマ
『ドロ刑 -警視庁捜査三課-』（ドロけい けいしちょうそうささんか）のタイトルで、2018年10月13日から同年12月15日まで日本テレビ系で放送された。主演の中島健人はゴールデンタイムの連続ドラマ初主演。

### キャスト

#### 主要人物
斑目勉（まだらめ つとむ）〈25〉
演 - 中島健人（Sexy Zone）
平成6年2月14日生。血液型O型。
私立慶明大学法学部政治学科卒業。
職員番号第150124号
階級：巡査部長
経歴：港区汐留警察署地域課汐留交番勤務 → 警視庁刑事部捜査第三課13係
第1話当初、警視庁刑事部捜査第三課への異動を、プライベート重視の為、定時退庁ができないことや、週休2日制では無いことを理由に拒否をしていたが、汐留警察署署長の命令により渋々異動を了承した。携帯電話の着信音は「犬のおまわりさん」。
煙鴉（けむり がらす） / 北岡剛 （きたおか たけし）〈55〉
演 - 遠藤憲一
伝説の大泥棒。最終話にて本名が判明し、妻（美咲）と息子（由紀夫）を亡くした原因への復讐のために行った泥棒行為で、全ての事件に関連性があると分かった。

#### 警視庁刑事部捜査第三課13係
鯨岡千里（くじらおか ちさと）〈46〉
演 - 稲森いずみ
係長。
13係を設立したのは煙鴉を逮捕するためだった。
最終話終盤にて判明したが、煙鴉（本名：北岡剛）の妻（美咲）と親友であったため、出世のことしか考えていない女刑事のふりをし、13係のメンバーと、煙鴉の捜査をした。
皇子山隆俊（おうじやま たかとし）〈34〉
演 - 中村倫也
昭和59年9月24日生。血液型A型。
私立東法大学法学部法学科卒業。
経歴：平成18年4月警視庁警察学校入学→平成19年10月警視庁千代田警察署地域課配属→刑事課配属→平成21年巡査部長昇任
警部補。元捜査一課のエリート。30歳の時、ある特殊な趣味が原因となり左遷されたのではという話がある。
左門陽作（さもん ようさく）〈51〉
演 - 板尾創路
警部補。元モサ専門刑事。離婚歴がありバツ3。無類の酒好きでアル中だという噂がある。また、長年の勤務により膝を悪くしている。
勝手田利治（かってだ としはる）〈44〉
演 - 丸山智己
巡査部長。元指名手配専門の刑事。趣味は筋トレ。ケンカっ早く、暴力沙汰の過去があり、大堂吾郎（黒蛇）を目の前で取り逃がしている。同じく13係の小平に好意を寄せている。
宝塚瑤子（たからづか ようこ）〈40〉
演 - 江口のりこ
警部補。変装の達人。趣味はギャンブル。普段の服装はジャージ。
小平美希（こだいら みき）〈26〉
演 - 石橋杏奈
巡査部長。音楽大学を卒業後、警視庁へ入庁し、音楽隊へ所属していた。絶対音感があるらしい。音楽隊所属だったため、刑事としての経験は皆無。
困ったときにはオカリナを演奏する。猫を被っているが、私生活では1人酒を楽しんでいる。
細面隆一（ほそおもて りゅういち）〈44〉
演 - 野間口徹
巡査部長。犯罪の手口捜査のスペシャリスト。閉所恐怖症のうえ、極度の人見知りが原因で現場に出ることができないために左遷させられる。

#### その他の人物
宵町時雄（よいまち ときお）〈35〉
演 - 生島翔
バーのマスター。
霞沙織 （かすみ さおり）〈30〉
演 - 田中道子
警視庁科学捜査研究所の研究員。
真鍋茂樹
演 - 本田博太郎
警視総監。

### ゲスト
第1話
- 瀬戸正次郎（キツツキのマサ）〈57〉 - 高橋克実
- 村岡清十郎 - 小市慢太郎
- 塩田署長 - おかやまはじめ
- スリ - ひょっこりはん

第2話
- 大堂吾郎（黒蛇） - 笹野高史
- タクシー運転手 - 喜矢武豊（ゴールデンボンバー）

第3話
- 河原順平（タナカ） - 寛一郎
- 石森大毅〈45〉 - 小山力也
- 支店長 - 入江慎也（カラテカ）
- ペンションのオーナー - 矢部太郎（カラテカ）

第4話
- 大文銀次（機械屋銀次） - 杉本哲太
- 女スリ（茨城くのいちのメンバー） - ジャガー横田
- 外山刑事 - 出合正幸
- 内田刑事 - 岡部尚

第5話
- 東村洋介（白昼のコウモリ）〈70〉 - 三遊亭好楽
- 木元昌平 - 森岡龍（第9話）
- 矢島刑事 - 湯江タケユキ
- 勝手田のトレーニング仲間の刑事 - 畠山健介、真壁伸弥（サントリーサンゴリアス）

第6話
- 鳥飼和子（無錠の空き）〈55〉 - 余貴美子
- 幸恵 - 川島海荷
- 鳥飼修 - 伊藤正之
- 情報屋 - 森下能幸

第7話
- 安斎隆 - 神保悟志
- 米田卓三（カメレオンの卓） - 半海一晃
- 鬼塚響子 - 猫背椿
- 中井直人 - 俵木藤汰
- 木島満 - 竹井亮介
- 板倉源蔵 - 田口主将
- 板倉文子 - 藤夏子
- 内藤靖恵 - 篠塚登紀子
- 若い医師 - 渋谷謙人
- 西山看護師 - ゆいP（おかずクラブ）
- 東山看護師 - オカリナ（おかずクラブ）

第8話
- 小沼誠一（偽煙鴉） - 大友康平
- 小沼陽子 - 土井きよ美
- 浜田律子 - 上杉二美
- 大久保盛男 - 上島竜兵（第9話・最終話）

第9話
- 七波隆 - 須永慶（最終話）
- 阿川義一 - 本村健太郎（最終話）
- 田中悟 - 肥後克広
- 伴清彦 - 村松利史（最終話）
- 皇子山真里（皇子山の妹） - 真魚（最終話）
- 警備員 - 西堀亮（マシンガンズ）、滝沢秀一（マシンガンズ）

最終話
- 龍崎一郎 - 渡辺哲
- 近藤健二 - 髙橋洋

### スタッフ
- 原作 - 『ドロ刑』福田秀（集英社「週刊ヤングジャンプ」連載[13]）
- 脚本 - 林宏司[13]
- 音楽 - 木村秀彬[13]
- 主題歌 - Sexy Zone「カラクリだらけのテンダネス」（ポニーキャニオン）
- サウンドデザイン - 石井和之
- タイトルバック - ファンタジスタ歌麿呂
- 警察監修 - 古谷謙一
- アクションコーディネート - 釼持誠
- チーフプロデューサー - 池田健司
- プロデューサー - 能勢荘志、次屋尚、関川友理
- 演出 - 大谷太郎、中島悟、高橋朋広[13]
- 制作協力 - The icon[13]
- 製作著作 - 日本テレビ[13]

### 放送日程
| 各話                                                                        | 放送日   | サブタイトル                                                         | 演出     | 視聴率 |
| --------------------------------------------------------------------------- | -------- | -------------------------------------------------------------------- | -------- | ------ |
| 第1話                                                                       | 10月13日 | 新米刑事を大泥棒が育てる!? 異色バディが事件を解決!! まさかの大逆転劇 | 大谷太郎 | 11.8%  |
| 第2話                                                                       | 10月20日 | 刑事×泥棒最強バディVS忍び込みのプロ執念の復讐劇                      | 大谷太郎 | 08.6%  |
| 第3話                                                                       | 10月27日 | 潜入捜査で大ピンチ!? 天才ハッカーと哀しみの救出劇                    | 中島悟   | 08.5%  |
| 第4話                                                                       | 11月03日 | スリVS刑事 一瞬の真剣勝負!! 義理と人情と涙の鎮魂歌                   | 中島悟   | 08.4%  |
| 第5話                                                                       | 11月10日 | 相棒に殺人容疑!? 老いた泥棒の悲劇と友情!                             | 大谷太郎 | 08.4%  |
| 第6話                                                                       | 11月17日 | 万引主婦は大泥棒!? 引き裂かれた家族! 母娘真実の絆                    | 高橋朋広 | 08.1%  |
| 第7話                                                                       | 11月24日 | 白い巨塔に潜入捜査!! 大学病院の闇!! 真実の緊急手術                   | 中島悟   | 08.7%  |
| 第8話                                                                       | 12月01日 | 相棒のニセ者登場!? 暴かれた13係の秘密!! 母娘の涙                     | 大谷太郎 | 07.6%  |
| 第9話                                                                       | 12月08日 | ついに最終章!! 最後の敵は相棒!? 大泥棒の悲しい真実                   | 中島悟   | 08.4%  |
| 最終話                                                                      | 12月15日 | 涙と感動の最終回!! 相棒を撃て!! 響け悲劇の銃声!!                     | 大谷太郎 | 09.0%  |
| 平均視聴率 8.8%（視聴率はビデオリサーチ調べ、関東地区・世帯・リアルタイム） |          |                                                                      |          |        |

- 第1話は、22時 - 23時9分の15分拡大放送。

### 映像ソフト化
ドラマ全話および特典映像が収録された『ドロ刑 -警視庁捜査三課-』のDVD-BOX（6枚組）およびBlu-ray BOX（6枚組）が2019年5月15日に発売された。
2019年5月23日発表のオリコン週間ランキングで、DVD 0.1万枚、BD 0.2万枚を売り上げ、ドラマDVD部門 1位（DVD総合 9位）、ドラマBD部門 1位（BD総合 9位）を獲得した。

### 映像配信
「未満警察 ミッドナイトランナー」放送記念として、動画配信サービス「日テレTADA」「TVer」「GYAO!」にて、期間限定の無料配信実施。
- 1話：2020年3月14日 - 4月11日
- 2話〜4話：2020年3月14日 - 3月21日
- 5話〜7話：2020年3月21日 - 3月28日
- 8話〜10話：2020年3月28日 - 4月11日

2020年3月14日より動画配信サービス「Hulu」にて作品を配信開始。
| 日本テレビ系 土曜ドラマ                              | 日本テレビ系 土曜ドラマ                               | 日本テレビ系 土曜ドラマ                           |
| 前番組                                               | 番組名                                                | 次番組                                            |
| ---------------------------------------------------- | ----------------------------------------------------- | ------------------------------------------------- |
| サバイバル・ウェディング （2018年7月14日 - 9月22日） | ドロ刑 -警視庁捜査三課- （2018年10月13日 - 12月15日） | イノセンス 冤罪弁護士 （2019年1月19日 - 3月23日） |

### 参照話数
1. ↑  第8話